# Red (groupe)
Pour les articles homonymes, voir Red.
Red, aussi appelé RED ou R3D, est un groupe de rock et heavy metal américain, originaire de Nashville, dans le Tennessee. Le groupe comprend actuellement le chanteur Michael Barnes, le guitariste Anthony Armstrong, le bassiste Randy Armstrong et du batteur Dan Johnson.
En date, Red compte six albums studio : End of Silence (2006), Innocence and Instinct (2009), Until We Have Faces (2011), Release the Panic (2013), Of Beauty and Rage (2015) et Gone (en) (2017). Les deux premiers albums aident le groupe à être nommé d'un Grammy Award dans la catégorie de « meilleur album de rock gospel », et Until We Have Faces atteint la deuxième place du Billboard 200.

## Biographie

### Débuts (2002-2005)
Le groupe est formé à Nashville, dans le Tennessee, en 2002 par les deux frères jumeaux Anthony et Randy Armstrong (respectivement guitariste et bassiste) et Andrew Hendrix (batterie). Ils se veulent un groupe chrétien, et choisissent RED comme nom. Ils recrutent rapidement le guitariste Jasen Rauch, très bon compositeur et Michael Barnes au chant.
Le groupe signe chez Sony Music Entertainment en 2005. À la suite d'un désaccord avec les autres membres du groupe, Andrew Hendrix quitte RED début 2006 à quelques mois de la sortie de leur premier album. Les autres membres du groupe sont assez étonnés du départ de leur batteur, qui était aussi celui qui avait trouvé leur nom. Hayden Lamb, le frère jumeau du guitariste de Paramore, Hunter Lamb est choisi comme nouveau batteur.

### End of Silence(2006-2008)
Red publie son premier album, End of Silence, le 8 juin 2006. L'album, orienté rock chrétien, qui s'inspire du rock alternatif et du hard rock est un succès dans les milieux gospels. Leur premier single, Breathe Into Me est également un succès sur les radios rocks américaines puisqu'il y atteindra la 15e place du Billboard, remportera le prix de « chanson rock de l'année » à la 38e édition des GMA Dove Awards en 2007, et sera certifié disque d'or. Selon Jasen Rauch, l'album parle des malheurs de la société, et des raisons pour lesquelles la religion peut être un moyen pour s'en sortir. End of Silence est nommé aux Grammy Awards de 2007 comme meilleur album de rock gospel.
Mais l'album sera néanmoins un échec commercial, il ne restera qu'une semaine dans le Billboard 200, à la 194e place. Il est néanmoins certifié disque d'or par la RIAA en 2016. En février 2008, le groupe annonce son retour au studio et sort un nouveau single Already Over, qui sera un nouveau succès, se hissant à la 18e place des radios rocks américaines selon Billboard. La sortie du nouvel album est prévu au 10 février 2009.

### Innocence and Instinct(2008-2010)
Pour son nouvel album, RED veut de toucher un public plus large et s'éloigne un peu plus du rock chrétien pour un son plus metal. Ils collaborent pour cela avec le chanteur du groupe de Post-grunge, Breaking Benjamin, Benjamin Burnley. Benjamin Burnley écrit notamment la musique Shadows pour RED et leur propose d'assurer la première partie d'une future tournée de son groupe. Dans le même temps, Hayden Lamb est victime d'un accident de voiture, il est donc remplacé à la batterie provisoirement par Joe Rickard. L'album sort donc le 10 février 2009 et s'intitule Innocence and Instinct. Toujours d'inspiration rock chrétien avec un son plus post-grunge et metal alternatif, l'album se hisse à la 15e place du Billboard, et est nommé aux Grammy Awards comme meilleur album gospel. Leur single Death of Me se place à la 9e place des charts rocks américains. En 2009, le groupe assure donc la première partie des concerts de Breaking Benjamin en Amérique du Nord avec Thousand Foot Krutch.
Néanmoins, le groupe se retrouve affaibli, Hayden Lamb, blessé, annonce qu'il ne pourra pas revenir jouer dans le groupe. Fin 2009, Jasen Rauch, le principal compositeur du groupe, décide de partir à son tour. Réduit à quatre membres, RED décide de se donner une nouvelle orientation musicale. Joe Rickard devient dans le même temps le nouveau batteur officiel du groupe. Michael Barnes annonce la sortie d'un nouvel album dès 2011. Le groupe décide de s'orienter vers le nu metal en collaborant avec l'ancien guitariste de Korn, Brian Welch.

### Until We Have Faces(2010-2012)
Fin 2010, RED sort un nouveau single, Faceless dont le son marque une rupture avec le style rock chrétien passé. Le nouvel album, Until We Have Faces, sorti le 1er février 2011, ne détient pratiquement plus de référence au christianisme (sauf pour Hymn for the Missing), et dispose d'un son fortement inspiré du nu metal. L'album est un succès, et se hisse à la 2e place du Billboard, et à la première place des classements rock, hard rock et gospel. Les critiques comparent l'album de RED aux premiers albums de Linkin Park (Hybrid Theory et Meteora). RED reste néanmoins sur des paroles de désespoir et de tristesse. Dans la musique Feed the Machine, RED semble prendre parti politiquement contre le système actuel.
RED prend la tête de plusieurs tournées, la première fois où le groupe est en tête d'affiche avec notamment Brian Welch, Icon for hire, Papa Roach ou P.O.D. La tournée passe pour la première fois en Europe. Avec le succès de Until We Have Faces, RED annonce la sortie d'un nouvel album pour février 2013.

### Release the Panic(2012-2014)
Le nouvel album Release the Panic est prévu pour le 5 février 2013. Il se vend à 41 000 exemplaires la première semaine. Toujours sur un style nu metal, l'album se hisse en 7em position du Billboard, cinq places de moins que son prédécesseur. Néanmoins, les critiques de l'album restent positives et notent la diversité musicale de l'album avec des musiques qui peuvent aller du nu metal (Release the Panic, Perfect Life) au rock alternatif (If We Only, The Moment We Come Alive). Deux singles sont issus rapidement de l'album, Release the Panic, dont le clip est la suite directe de Feed the Machine, single sorti deux ans plus tôt. Il deviendra le plus grand succès de RED sur les radios rocks, se hissant à la 7e place du Billboard. Le second single Perfect Life sort en février 2013. Avec ce single, le groupe prend clairement position contre la société de consommation, avec un clip très explicite.
Le 26 janvier 2014, RED annonce que Joe Rickard quitte finalement le groupe pour se consacrer à de nouveaux projets. Il est remplacé par Dan Johnson, le batteur de Love and Death, le groupe de Brian Welch. Dans le même temps, RED prévoit de sortir un album de remix pour Release the Panic, nommé Release the Panic : Recalibrated qui comportera également plusieurs nouveaux titres. Il sort le 29 avril 2014. Le groupe décide ensuite de repartir en tournée avec le groupe de metalcore, Demon Hunter. Dans le même temps, Michael Barnes a annoncé que le groupe retournerait néanmoins en studio pour enregistrer leur cinquième album studio avant la fin de l'année. En juin 2014, Rob Graves (qui a produit les trois premiers albums de RED) annonce qu'il produira ce cinquième opus et poste des photos sur son compte Instagram où on peut le voir travailler avec le groupe sur de nouveaux morceaux.
En juin 2014, le groupe se voit enfin récompensé d'un trophée par son label pour avoir dépassé le million d'album vendu.

### Of Beauty and Rage(depuis 2014)
Fin novembre 2014, RED annonce que l'album s'intitulera Of Beauty and Rage et sa sortie est prévue pour le 24 février 2015. RED annonce également la sortie d'un roman graphique inspiré par les clips vidéos du groupe. Le groupe publie Of Beauty and Rage le 24 février 2015.

## Membres

### Membres actuels
- Michael Barnes – chant (depuis 2004)
- Anthony Armstrong – guitare solo, chœurs (depuis 2004)
- Randy Armstrong – basse, piano, chœurs (depuis 2004)
- Dan Johnson – batterie, percussions (depuis 2018)

### Anciens membres
- Jasen Rauch – guitare rythmique, chœurs (2004–2009)
- Hayden Lamb – batterie, percussions (2006–2008)
- Andrew Hendrix – batterie, percussions (2004–2006)
- Joe Rickard – batterie (2009-2014)

## Discographie
- 2006 : End of Silence
- 2009 : Innocence and Instinct
- 2011 : Until We Have Faces
- 2013 : Release the Panic
- 2015 : Of Beauty and Rage
- 2017 : Gone (en)
- 2020 : Declaration (en)
- 2023 : Rated R